# الختم الخامس (فلم)
الختم الخامس (بالإنجليزية: The Fifth Seal) (بالمجرية: Az ötödik pecsét) فيلم لعام 1976، للمخرج المجري زولتان فابري يستند إلى رواية تحمل نفس الاسم للمؤلف المجري فيرينك سانتا. فاز بالجائزة الذهبية في مهرجان موسكو السينمائي الدولي العاشر، ودخل في مهرجان برلين السينمائي الدولي السابع والعشرين. تم اختيار الفيلم أيضًا باعتباره المدخل المجري لأفضل فيلم بلغة أجنبية في حفل توزيع جوائز الأوسكار التاسع والأربعين، ولكن لم يتم قبوله كمرشح.

## طاقم التمثيل
- لاجوس أوزي: في دور ميكلوس جيوريتشا
- لازلو ماركوس: في دور لازلو كيرالي
- فرنزي بينسكي: في دور بيلا
- ساندور هورفات: في دور يانوس كوفاكس
- إستفان ديجي: في دور كارولي كيزي
- زولتان لاتينوفيتس: في دور زيفيز
- غابور ناجي: في دور الشقراء
- جيورجي بانفي: في دور صاحب السمو
- جوزيف فاندور: في دور ماكاك
- نويمي أبور: في دور السيدة كوفاتش
- إلديكو بيتشسي: في دور إيرين
- ماريانا مور: في دور لوسي (مور ماريان)
- ريتا بيكيس: في دور أرزي
- جيورجي سيرهالمي: في دور شيوعي يحتضر
- غابور كيس: في دور حارس
- غابرييلا كيس: في دور ابنة جيوريتشا[5]

## ملخص أحداث الفيلم
تدور أحداث الفيلم في بودابست عاصمة المجر، عام 1944 قرب نهاية الحرب العالمية الثانية، أثناء حكم حزب الصليب السهم (حزب هنجاري يميني متطرف بقيادة فيرينتس كان في السلطة لمدة خمسة أشهر 1944 إلى 1945 قُتل أثناؤها ما بين عشرة إلى خمسة عشر ألف مدني). يجلس أربعة أصدقاء والمصور كارولي كيزي (إستفان ديجي) الجريح، الذي عاد لتوه من جبهة القتال حول طاولة حانة مملوكة لبيلا (فيرينك بينش)، يشربون ويتحدثون ويمضون وقتًا ممتعًا قدر الإمكان، في محاولة للبقاء بعيدا عن المشاكل. يطرح أحدهم، وهو صانع ساعات اليد ميكلوس جيوريتشا (لاجوس أوزي)، سؤالًا أخلاقيًا يوجهه للشاب يانوس كوفاكس (ساندور هورفات) بخصوص القصة الخيالية عن زعيم الجزيرة الخيالية توموسيوس كاتاتيكي وعبد يملكه اسمه جيوكو Tomóceusz Katatiki and Gyugyu. كان الزعيم كاتاتيكي القوي والمهمل يعامل جيوجيو الفقير بوحشية شديدة، وكان لا يشعر بأي ندم أبدًا لأنه عاش وفقًا للأخلاق البربرية في عصره. عاش جيوجيو في بؤس وعذاب أبدي، لكنه وجد التخدير والسلوى في حقيقة أنه مهما كانت القسوة التي تحدث له فإنها لا تفسد أخلاقه أبدًا ولا يزال شخصًا نظيفًا وبريئًا.
يوجه صانع الساعات هذا السؤال إلى الشاب يانوس.. ماذا سيختار، إذا كان عليه أن يموت ويتقمص كواحد منهم؟ يجيب المصور الجريح العائد من الجبهة، أنه يختار أن يكون جيوجيو. يرفض الأربعة الأخرين ما يقوله المصور، الذي يتركهم غاضباً، ويقرر الانتقام منهم ويقوم بإبلاغ حزب الصليب السهم Arrow Cross Party، ويدعي ان الأربعة يتهمون رجال الحزب بانهم قتلة.
يعود الأربعة إلى منازلهم، ونتعرف على بعض أعمق أسرار حياتهم. يتضح أن هؤلاء مجرد أشخاص عاديين يستمتعون، ويعيشون حياتهم، ويحاولون عدم لفت الانتباه إلى أنفسهم، بينما يعيشون في ظل ديكتاتورية فاشية.
يهاجم رجال «حزب الصليب السهم» منازل الأربعة، ويتم القبض عليهم واقتيادهم إلى مكتب للحزب حيث يجبرهم رجل الحزب على صفع أحد الحزبيين على وجهه أثناء احتضاره.

## تفسير
لتقدير واستيعاب فيلم «الختم الخامس» بشكل كافٍ، سيكون من المفيد جدًا أن يكون لدى المشاهد بعض المعرفة بالكتاب المقدس والفن التشكيلي، وتحديداً أعمال الفنان الهولندي هيرونيموس بوش (1450-1516) من القرنين الخامس عشر والسادس عشر، والعديد من أعماله تصور الخطيئة والفشل الأخلاقي الإنساني، من أهم أعماله «حديقة المباهج الأرضية».
يشير عنوان الفيلم إلى المقتطفات التالية من الكتاب المقدس: «لما فتح الختم الخامس، رأيت تحت المذبح نفوس الذين قُتلوا من أجل كلمة الله ومن أجل الشهادة التي كانت عندهم.» رؤيا ٦: ٩
يشير المصور الجريح كارولي كيزي في حديثه إلى هذا المقطع.

## وصلات خارجية
- الختم الخامس  في قاعدة بيانات الأفلام على الإنترنت (بالإنجليزية)